# رمو رموتی
رمو رموتی (ایتالیایی: Remo Remotti؛ ‏ ۱۶ نوامبر ۱۹۲۴ – ۲۱ ژوئن ۲۰۱۵) بازیگر، نمایشنامه‌نویس، هنرمند اهل ایتالیا بود.
از فیلم‌ها یا برنامه‌های تلویزیونی که وی در آن نقش داشته‌است، می‌توان به معجزه ایتالیایی، سرخ و سیاه، علفزار، تراس، جهش در تاریکی، پدرخوانده: قسمت سوم، هادسن هاوک، قطعات نمایشی کوتاه، بخور عبادت کن عشق بورز، صبح بخیر پدر، نامه‌هایی به ژولیت، نه، مادام کاملیا، پاینده‌باد ایتالیا و اتلو اشاره کرد.

## زندگی‌نامه
رموتی در رم متولد شد و پدرش را در ۱۲ سالگی از دست داد، سپس پس از فارغ التحصیلی در رشته حقوق به پرو نقل مکان کرد، و در آنجا در یک مدرسه هنر ثبت نام کرد و در همانجا نقاشی را شروع کرد. رموتی در پرو یک شرکت تاکسیرانی تاسیس کرد ولی بعد از هفت سال ورشکسته شد و به ایتالیا برگشت و در آنجا با ماریا لویزا لوی، خواهر کارگردان و فیلمنامه‌نویس نانی لوی ازدواج کرد و فعالیتش را به‌عنوان نمایشنامه‌نویس، کارگردان و بازیگر نمایشنامه‌های کمدی شروع کرد. بعدها به او توسط برخی از شرکت‌های تئاتر برای ایفای نقش شخصیت‌ها پیشنهادهایی شد و در اواخر دهه ۱۹۷۰ به عنوان بازیگر کاراکترها و شخصیت‌ها در سینما بازیگری را ادامه داد.